# Арандіс (аеропорт)
Арандіс ((IATA: ADI, ICAO: FYAR) англ. Arandis Airport) — аеропорт, що обслуговує Арандіс, місто в області Еронго, Намібія. Аеропорт знаходиться за 5 км на південь від Арандіса. Місто і аеропорт також обслуговують Рессінг, один з найбільших у світі кар'єрних уранових рудників.
Привідний радіомаяк Арандіса (Ідентифікатор: AD) розташовано за 1,7 км від порога ЗПС 10.